# Dillwynella vitrea
Dillwynella vitrea là một loài ốc biển, là động vật thân mềm chân bụng sống ở biển thuộc họ Skeneidae, họ ốc xà cừ.